# Skræpperyde
Skræpperyde, Skræppery (dansk) eller Schrepperie (tysk) er en bebyggelse beliggende nordvest for Kappel i det østlige Angel i Sydslesvig. Administrativt hører bebyggelsen delvis under Eskeris og delvis under Stoltebøl kommune i Slesvig-Flensborg kreds i den nordtyske delstat Slesvig-Holsten. Også i kirkelig henseende strækker sig stedet over både Eskeris og Tøstrup sogne. Sognene lå i Kappel Herred (Gottorp Amt, Sønderjylland), da området tilhørte Danmark.
Skræpperyde er første gang nævnt 1687. Stednavnets første led er plantenavnet skræppe. Efterleddet henføres enten til -ryde i betydning rydning eller til -eri, som ofte bruges i ord med nedsættende betydning. På angeldansk udtales navnet Skræppery. 1848 nævnes Skræpperyde som et til Brunsholm hørende kådnersted samt kro. 1871 kom stedet under Brunsholm og Gulde kommuner, senere under Eskeris og Stoltebøl. Et forhenværende savværk blev lukket i 1952. Skræpperyde er omgivet af Grisgaard og Ulvegrav (Ulegaff) i nord, Gulde i øst, Spanbro (Spannbrück) i sydøst og Kragelund og Arrild i syd. Sydvest er der et mindre skovområde.